# وبومتریک
وبومتریک یک سایت رتبه‌بندی یا رنکینگ (Ranking) دانشگاه‌های جهان بر اساس وبسایت اینترنتی دانشگاه‌ها است.شاخص‌های وبومتریکس به این دلیل بوجود آمده‌اند که میزان توجه موسسات را به نشر اینترنتی نشان دهد. 
این پروژه بیش از ۲۵۰۰۰ دانشگاه در سراسر جهان را رتبه‌بندی می‌کند.
رتبه‌بندی وبومتریکس (وب‌سنجی) دانشگاه‌های دنیا در سال ۲۰۰۴ توسط آزمایشگاه سایبرمتریک، واحدی از انجمن ملی تحقیقات اسپانیا، بر اساس شاخصی مرکب از چهار پارامتر تهیه شده‌است. در آخرین نسخه این رتبه‌بندی حدود ۲۵۰۰۰ دانشگاه دنیا بر اساس اطلاعات مبتنی بر وب آن‌ها تحلیل شده‌است. این رتبه‌بندی که همه ساله در انتهای ماه‌های ژانویه و ژوئیه به‌روز می‌شود، یک مقیاس وبی برای دانشگاه‌ها و مراکز تحقیقاتی را فراهم آورده و میزان فعالیت علمی وبگاه‌های آموزشی را به‌صورت دوره‌ای نشان می‌دهد.

## اهداف وبومتریک
- نشان دادن میزان توجه موسسات و دانشگاه‌ها به نشر اینترنتی
- حمایت از طرح‌های دسترسی آزاد (Open Access initiatives) به‌منظور افزایش انتقال علم و دانش
- حضور دانشگاه در فضای مجازی، آیینه‌ای از دانشگاه در فضای واقعی

### معیارهای رتبه‌بندی وبومتریک
در حال حاضر چهار معیار اصلی به‌عنوان شاخص‌های ارزیابی وبومتریک وجود دارد:
|   | شاخص             | ضریب تأثیر در ویرایش ژوئیه ۲۰۱۸ | توضیحات                                                                                            |
| ۱ | IMPACT           | ۵۰٪                             | تعداد لینک‌های ورودی یا برگشتی(backlink) شناسایی شده توسط موتورهای جستجوگر مجستیک سئو و اهرفز       |
| ۲ | (1/3) PRESENCE   | ۵٪                              | تعداد صفحات ایندکس شده از وب سایت، توسط موتور جستجوگر گوگل                                         |
| ۳ | (1/3) OPENNESS   | ۱۰٪                             | تعداد مقالات (pdf, doc, docx, ppt) شناسایی شده توسط گوگل اسکالر در بین سال‌های ۲۰۱۰ تا ۲۰۱۴         |
| ۴ | (1/3) EXCELLENCE | ۳۵٪                             | تعداد مقالات در ۱۰٪ مهم‌ترین ارجاعات مقالات علمی در بین سالهای ۲۰۰۸ تا ۲۰۱۲ بر اساس وب سایت Scimago |